# Maschettaria
La maschettaria è un tipo particolare di fuoco d'artificio, con questo termine si indica l'insieme di svariati filari di piccoli petardi stesi lungo le pareti laterali delle chiese o tesi, a mezz'altezza, tra le mura esterne e alberi o pali posti poco distante. In prevalenza questa tecnica viene usata nelle feste padronali in Sicilia per definire una serie di assordanti, incalzanti e crescenti esplosioni. Più precisamente, con il termine maschetteria si indica la potenza dell'esplosione che accompagna l'uscita del Santo Patrono dalla chiesa matrice. Lo sparo della maschettaria è di piccolo medio calibro (4-8-12 cm.), mentre per quanto riguarda il calibro delle bombe maggiori (12–14 cm), esso viene adoperato in ambienti esterni lontano dai centri abitati.